# Championnat du Tadjikistan de football 1995
Navigation
Saison précédente Saison suivante
La saison 1995 du Championnat du Tadjikistan de football est la quatrième édition de la première division au Tadjikistan. La compétition regroupe quinze clubs au sein d’une poule unique où ils s'affrontent deux fois, à domicile et à l'extérieur. À l'issue de la saison, afin de permettre le passage du championnat à seize équipes, les deux derniers du classement sont relégués et remplacés par les trois meilleurs clubs de deuxième division.
C'est le Pamir Douchanbé qui remporte la compétition cette saison après avoir terminé en tête du classement final, avec dix points d'avance sur le FK Istravshan. C'est le second titre de champion du Tadjikistan de l'histoire du club après celui remporté en 1992.
Plusieurs clubs changent de nom durant l'intersaison :
- Le Shodmon Ghissar devient le Saidov Ghissar
- Le FK Khodjent devient le Mekhnat Khodjent
- Le Regar Tursunzoda devient le Regar-TadAZ Tursunzoda
- Le Khosilot Parkhar devient le FK Parkhar

## Les clubs participants
- FK Istravshan
- Sitora Douchanbé
- Mekhnat Khodjent
- FK Parkhar
- Pakhtakor Proletarsk
- Pamir Douchanbé
- SKA Douchanbé - Promu de D2
- Ravshan Kulob
- Regar-TadAZ Tursunzoda
- Saikhun Khodjent
- Saidov Ghissar
- Khulbuk Vose
- Vakhsh Qurghonteppa
- FK Shukhrat
- Pakhtakor Douchanbé

## Compétition
Le barème de points servant à établir le classement se décompose ainsi :
- Victoire : 3 points
- Match nul : 1 point
- Défaite : 0 point

### Classement
| Rang | Équipe                 | Pts | J  | G  | N | P  | Bp | Bc | Diff |
| ---- | ---------------------- | --- | -- | -- | - | -- | -- | -- | ---- |
| 1    | Pamir Douchanbé        | 67  | 28 | 22 | 1 | 5  | 81 | 32 | +49  |
| 2    | FK Istravshan          | 57  | 28 | 18 | 3 | 7  | 60 | 29 | +31  |
| 3    | Sitora DouchanbéT      | 52  | 28 | 17 | 1 | 10 | 57 | 34 | +23  |
| 4    | Mekhnat Khodjent       | 52  | 28 | 15 | 7 | 6  | 58 | 36 | +22  |
| 5    | Pakhtakor Douchanbé    | 43  | 28 | 13 | 4 | 11 | 47 | 35 | +12  |
| 6    | Regar-TadAZ Tursunzoda | 42  | 28 | 13 | 3 | 12 | 44 | 40 | +4   |
| 7    | Ravshan Kulob          | 41  | 28 | 13 | 2 | 13 | 55 | 52 | +3   |
| 8    | Khulbuk Vose           | 38  | 28 | 11 | 5 | 12 | 54 | 59 | -5   |
| 9    | Saidov Ghissar         | 38  | 28 | 11 | 5 | 12 | 38 | 44 | -6   |
| 10   | Vakhsh Qurghonteppa    | 37  | 28 | 11 | 4 | 13 | 38 | 43 | -5   |
| 11   | SKA DouchanbéP         | 34  | 28 | 10 | 4 | 14 | 41 | 48 | -7   |
| 12   | Pakhtakor Proletarsk   | 30  | 28 | 9  | 3 | 16 | 40 | 57 | -17  |
| 13   | FK Parkhar             | 29  | 28 | 9  | 2 | 17 | 43 | 83 | -40  |
| 14   | FK Shukhrat            | 28  | 28 | 9  | 1 | 18 | 39 | 50 | -11  |
| 15   | Saikhun Chkalovsk      | 17  | 28 | 4  | 5 | 19 | 39 | 82 | -43  |

|  | Qualification pour la Coupe d'Asie des clubs champions 1996-1997                            |
|  | Relégation en deuxième division                                                             |
|  | T : Tenant du titre C : Vainqueur de la Coupe du Tadjikistan P : Promu de deuxième division |

## Bilan de la saison
| Championnat du Tadjikistan de football 1995 |                            |
| Champion                                    | Pamir Douchanbé (2e titre) |
| Coupes et trophées                          |                            |
| Vainqueur de la Coupe du Tadjikistan 1995   | Pakhtakor Dzhabarrasulovsk |
| Qualifications continentales                |                            |
| Coupe d'Asie des clubs champions 1996-1997  | Sitora Douchanbé           |
| Coupe des Coupes 1996-1997                  | Pakhtakor Dzhabarrasulovsk |
| Promotions et relégations                   |                            |
| Promus en Vysshaya Liga                     | Bofanda Douchanbé          |
| Promus en Vysshaya Liga                     | FK Javonon                 |
| Promus en Vysshaya Liga                     | Saddam Fayzali             |
| Relégués en Deuxième division               | FK Shukhrat                |
| Relégués en Deuxième division               | Saikhun Chkalovsk          |